# Saint-Malo-de-Beignon
 Saint-Malo-de-Beignon  (en bretón Sant-Maloù-Benion) es una población y comuna francesa, situada en la región de Bretaña, departamento de Morbihan, en el distrito de Vannes y cantón de Guer.

## Demografía
| 715 | 431 | 384 | 329 | 390 | 385 |
| Para los censos de 1962 a 1999 la población legal corresponde a la población sin duplicidades (Fuente: INSEE [Consultar]) |     |     |     |     |     |